# Municipio de Ghylin
El municipio de Ghylin (en inglés: Ghylin Township) es un municipio ubicado en el condado de Burleigh en el estado estadounidense de Dakota del Norte. En el año 2010 tenía una población de 41 habitantes y una densidad poblacional de 0,44 personas por km².

## Geografía
El municipio de Ghylin se encuentra ubicado en las coordenadas 47°6′46″N 100°33′33″O / 47.11278, -100.55917. Según la Oficina del Censo de los Estados Unidos, el municipio tiene una superficie total de 92.32 km², de la cual 92,32 km² corresponden a tierra firme y (0 %) 0 km² es agua.

## Demografía
Según el censo de 2010, había 41 personas residiendo en el municipio de Ghylin. La densidad de población era de 0,44 hab./km². De los 41 habitantes, el municipio de Ghylin estaba compuesto por el 97,56 % blancos y el 2,44 % eran de una mezcla de razas. Del total de la población el 0 % eran hispanos o latinos de cualquier raza.